# 天主教泰爾莫利-拉里諾教區
天主教泰爾莫利-拉里諾教區（拉丁語：Dioecesis Thermularum-Larinensis）是天主教會在義大利的一個教區。屬坎波巴索-波亞諾總教區。

## 歷史
拉里諾教區根據比較可靠的歷史資料可追溯至668年、教宗維達致貝內文托主教的信中。泰爾莫利教區可追溯至946年教宗阿加佩圖斯二世的信中。
1970年6月12日兩個教區由同一個主教牧養。1976年8月21日由貝內文托總教區管轄改為由新成立的坎波巴索-波亞諾總教區管轄。1986年9月30日合併為新的教區並易名至今。

## 現況
教區包括坎波巴索省北部共三十四市。2010年有教友108,095人，佔轄區總人口99.0%。教區下轄五十一個堂區，有六十五名司鐸。現任教區主教為詹弗朗科·德盧卡。